# موتور برنایان
موتور برنایان یک منطقهٔ مسکونی در ایران است که در دهستان حومه (ایرانشهر) واقع شده‌است. موتور برنایان ۴۳ نفر جمعیت دارد.